# Edwin Donayre
Edwin Alberto Donayre Gotzch (Ayacucho, Perú, 8 de enero de 1952) es un general de división del Ejército peruano en situación de retiro. Ostentó el grado de general de Ejército cuando fue comandante general del Ejército del Perú (2006-2008).
Resultó elegido congresista de la República del Perú para el periodo 2016-2021 por Lima, siendo retirado del cargo en el 2 de mayo de 2019, tras una orden de prisión de cinco años por el caso Gasolinazo.

## Biografía
Nació en la ciudad de Ayacucho el 8 de enero de 1952, hijo del agricultor Luis Donayre Vassallo y de la maestra Flora Gotzch Vassallo.
Realizó sus estudios de primaria y secundaria en el Colegio Salesiano San Juan Bosco de Ayacucho. Ingresó a la Universidad Nacional de San Cristóbal de Huamanga a estudiar Ingeniería Química, carrera que estudió solo por dos años.
Ingresó a la Escuela Militar de Chorrillos, en la cual ocupó el primer puesto en su primer año de estudios. Recibió una beca y estudió en el Colegio Militar de la Nación en Argentina, del cual egresó como subteniente de ingeniería y recibió la espada de mando de manos de la entonces presidenta María Estela Martínez de Perón. 

## Carrera Militar
Se formó también en la Escuela de Guerra de Alemania, al ser becado en cuatro cursos de calificación en el Perú al igual que en Italia, Francia y España. Prestó servicios en la costa, sierra y selva y hasta en 7 veces en zonas de frontera y combatido en 4 oportunidades en zonas de emergencia, conjuntamente con los Comités de Autodefensa. Prestó servicios en las ciudades de Tacna, Puno, Tarapoto, Iquitos, Ayacucho y Arequipa.
Fue instructor en la Escuela Militar de Chorrillos desde 1979 a 1980.
Fue Director de la Escuela de Ingeniería del Ejército y Director de Asuntos Civiles del Ejército
Fue Comandante de la 2.ª Brigada de Infantería en Ayacucho, Comandante del Comando de Operaciones Sur-Arequipa y luego jefe de la Región Militar del Centro y jefe de la Región Militar Sur.
En 2006, durante el Segundo Gobierno de Alan García, fue nombrado como comandante general del Ejército del Perú, cargo que ocupó hasta diciembre de 2008.
Como comandante general del ejército peruano reestructuró el Presupuesto del Ejército al reducir los fondos del alto mando y asignar mayores recursos y en prioridad a las Unidades Operativas, Puestos de Frontera y Bases Contraterroristas.

## Carrera política
Donayre inicia su carrera política en las elecciones generales del 2011, donde se presentó como candidato al Congreso por  Cambio Radical representando al departamento de Ayacucho y aunque recibió la más alta votación de su región, Donayre no pudo obtener el escaño ya que su partido no superaría la valla electoral.
En 2014 volvería a incurrir en la política al ser candidato para la Presidencia Regional de Ayacucho por Alianza para el Progreso; quedaría en segundo lugar con casi el 28 % de los votos, superado solo por su contrincante Wilfredo Oscorima quien obtendría el 32 % de la votación válida.

### Congresista (2016-2019)
En las elecciones generales del 2016, postuló al Congreso por Alianza para el Progreso y fue elegido Congresista en representación de Ayacucho para el periodo parlamentario 2016-2021.
Durante su periodo parlamentario fue Titular de la Comisión Permanente (2016-2017), Presidente de la Comisión Ordinaria de Inclusión Social (2017-2018) y Presidente de la Comisión Ordinaria de Salud y Población (2018-2019).
El 2 de mayo del 2019, Donayre fue vacado de su cargo de Congresista por estar vinculado en actos de corrupción y fue reemplazado por Luis Iberico para que completara su periodo parlamentario.

## Controversias

### Escándalo diplomático
En noviembre de 2008 fue subido un video a YouTube, donde podía verse al General Donayre en una reunión informal con otros compañeros de armas. En el video, que había sido grabado en el mes de febrero del año 2006, antes de asumir el cargo de comandante general del Ejército, se encuentra el General Donayre realizando comentarios y bromas xenófobos contra ciudadanos chilenos que ingresen a Perú.

Tengan la confianza de que nosotros no vamos a dejar pasar en estas situaciones difíciles a nuestro vecino país del sur. Y he dado la consigna acá: chileno que entra ya no sale. O sale en cajón. Y si no hay los suficientes cajones, saldrán en bolsas plásticas. Y por si acaso, ustedes también las mujeres, van a ser mujeres bomba. O sea, ustedes [mujeres presentes en el lugar] los enamoran y después se mueren.
Edwin Donayre Gotzch, Comandante General del Ejército del Perú.

Las declaraciones del Jefe del Ejército causaron un conflicto diplomático entre el Perú y Chile, después de ser difundidas por los medios chilenos. Por lo que Alan García, presidente del Perú, se comunicó telefónicamente con su par chilena Michelle Bachelet. La mandataria chilena dio por superado el conflicto.
Este hecho ocasionó que pasara al retiro el 5 de diciembre del 2008.

### Denuncias por corrupción
En octubre de 2008 se hace pública una denuncia de corrupción con tráfico de combustible, involucrando a altos oficiales del Ejército del Perú, incluido el general Edwin Donayre.
Los peritos contratados por la Contraloría, determinaron que los oficios que suscribió el General Donayre para solicitar el combustible - entre enero y agosto de 2006 - fueron redactados, firmados y sellados en un mismo momento. Además, estos documentos nunca llegaron a sus destinatarios: la Dirección de Logística del Ejército y el Servicio de Intendencia del Ejército.
La fiscal anticorrupción, Marlene Berrú, citó 6 veces a Donayre para que haga sus descargos en la investigación, pero no obtuvo respuesta alguna del jefe del Ejército.
Donayre se presentó a declarar el 25 de noviembre de 2008, luego que el entonces primer ministro, Yehude Simon, le pidiese que se presente ante la fiscalía que lleva el caso de la desaparición de gasolina. El General negó ante la fiscal Marlene Berrú que haya realizado un uso irregular de 80 mil galones de gasolina, cuando era responsable en la Región Militar Sur. Dijo haber recibido 42 mil galones de petróleo y 20 mil de gasolina, los cuales fueron distribuidos entre 249 vehículos durante un año, y no en 30 unidades como se había dicho.
El 27 de agosto de 2018, Donayre fue hallado culpable (junto a 40 personas) del delito de peculado por el caso de tráfico de combustible, la segunda sala liquidadora de la Corte de Justicia de Lima lo condenó a cinco años y seis meses de prisión efectiva, el tribunal solicitara el levantamiento de la inmunidad ya que es legislador del congreso.
El 2 de mayo de 2019, con 102 votos a favor, 0 en contra y 1 abstención, se aprueba levantar la inmunidad parlamentaria a Donayre quien ejercía como Congresista.
La policía judicial fue en búsqueda del exmilitar en su residencia ubicada en Santiago de Surco pero no fue encontrado aunque su abogado mencionó a los medios que se entregaría en las próximas horas.
El 21 de mayo de 2019, el Ministro de Defensa, José Huerta Torres, comunicó que el proceso para retirar las condecoraciones militares a Donayre había culminado debido a que el caso "estaba cerrado" (su sentencia).

### Detención y captura
El 30 de octubre de 2019, el Ministerio del Interior informó su captura cerca de la Plaza de Armas de Puente Piedra tras casi seis meses de clandestinidad. Ante esto, el exministro Carlos Morán detalló que fue aprehendido al intentar hacer una llamada telefónica en una tienda ubicada en dicho distrito.